# Mil Mi-14

Mi-14

Mil Mi-14 (NATO-rapporteringsnamn Haze) är en ubåtsjakthelikopter tillverkad i före detta Sovjetunionen.

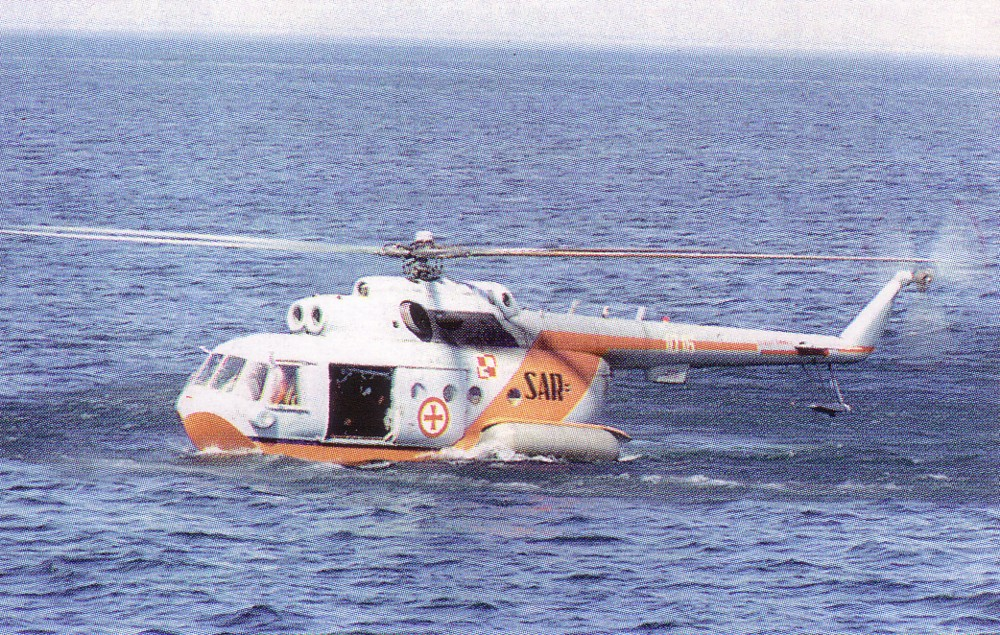
En polsk Mi-14PS räddningshelikopter har landat på vattnet.

## Utveckling
I slutet av 1960-talet började konstruktionsbyrån Mil att utveckla en marin version av Mi-8. Den nya helikoptern fick infällbart landningsställ, båtformad amfibisk flygkropp och samma motorpaket som den kraftfullare Mi-17. Den var enbart tänkt att vara landbaserad och kunde därför göras större än den kompakta Ka-25 som var avsedd för fartygstjänst.
De första prototypen som fick beteckningen V-14 var en ombyggd Mi-8 med båtformat skrov och pontoner. Den flög första gången 1 augusti 1967, men utprovningen försenades av att den drevs av två äldre och svagare TV2-motorer. Först 1973 godkändes den nya konstruktionen och serieproduktionen kunde börja. Mi-14 togs i tjänst i maj 1976.

## Konstruktion
Mi-14 är till stora delar identisk med Mi-8/Mi-17. Den största skillnaden är undre delen av flygkroppen är båtformad. Under nosen sitter spaningsradarn i en kupol som sänks ner när den används. Bakom den finns två bombutrymmen för torpeder och/eller sjunkbomber. Mi-14 saknar Mi-7:ans lastdörrar även om formen på aktern är den samma. Längst bak finns i stället vinschar för magnetometer och dopphydrofon. På varsin sida sitter pontoner som ger helikoptern stabilitet på vattnet. Pontonerna innehåller även bränsle och de aktre landningsstället.

## Varianter
- Mi-14PL – Ubåtsjaktversion med dopphydrofon, sonarbojar, magnetometer och vapen.
- Mi-14BT – Minsvepningsversion utan ubåtsjaktutrustning men med en vinsch för minsvep.
- Mi-14PS – Flygräddningsversion med skjutdörrar, räddningsvinsch och strålkastare.
- Mi-14PZj – Version för vattenbombning med intern vattentank.
- Mi-14P – Passagerarversion med 24 säten.
- Mi-14GP – Lastversion.
- Mi-14PLE – Exportversion.

## Användare
- Bulgariska flottan
- Etiopiens flygvapen
- Georgiens flygvapen
- Kubas flygvapen
- Libyens flygvapen
- Koreanska folkarméns flygvapen
- Polska marinen
- Rumäniens flotta
- Rysslands flotta
- Syriska flottan
- Ukrainska flottan